# デビッド・リー (バスケットボール)
デビッド・リー（David Lee, 1983年4月29日 - ）はミズーリ州セントルイス出身の元バスケットボール選手。身長206cm、体重109kg。ポジションはパワーフォワード。NBAのゴールデンステート・ウォリアーズなどで活躍し、2015年にNBAチャンピオンを経験した。妻はプロテニス選手のキャロライン・ウォズニアッキ。

## 経歴

### 若齢期
ミズーリ州セントルイスで生まれ、地元のジョン・バローズ校からチャミネード大学付属高校に進学した。この時に利き手の左腕を骨折し、右手でのプレーも習得した。マクドナルド・オール・アメリカンに選ばれスラムダンクコンテストで優勝している。また、パレード誌のハイスクール・オールアメリカン・ファースト・チームにも選抜されている。

### カレッジ
スポーツ奨学金を得て、フロリダ大学に入学し、ビリー・ドナヴァンコーチのもとで、フロリダ・ゲイターズの一員として、2001年から2005年までプレーした。2002年にサウス・イースタン・カンファレンスのオール・ルーキー・チームに選ばれ、2年次には、平均11.5得点、7リバウンドを記録している。2003-04シーズンには平均13得点、7リバウンドを記録し、オール・サウスイースタンのセカンド・チームに選ばれている。
3年次には、新入生としてアル・ホーフォード、コーリー・ブリューワー、トーリーン・グリーン、ジョアキム・ノアら後の、2006年NCAAチャンピオンメンバーであり、NBAプレーヤーとなる選手が入学し、1シーズンを共にプレーしている。リーは、3年生終了時、2005年のNBAドラフトにアーリーエントリーしているためフロリダ大学の2006年のNCAA優勝メンバーではない。

### NBA

#### ニューヨーク・ニックス
フロリダ大学3年終了時、2005年のNBAドラフトにアーリーエントリーし2005年のNBAドラフトにおいてニューヨーク・ニックスより全体30位指名を受けてNBA入りした。
2005-2006シーズンのルーキーイヤーでは、当初スモールフォワードとして起用された。12月から1月にかけて先発出場も経験している。結局、この年は主にベンチからの出場で平均5.2得点、4.5リバウンドを記録した。
2006-2007シーズンは、出場時間が前年より倍増。リバウンド数も増え、貴重なリバウンダーとして活躍した。2007年2月17日にはNBAルーキーチャレンジ（ルーキーオールスターゲーム）の2年目チームとして出場した。フィールドゴールを14本中14本すべて成功させて30得点11リバウンドを記録し、MVPを獲得した。しかし、以後は右足首の故障で欠場が続き、最終的には58試合の出場に留まった。
2007-2008シーズンはニックスの主要控え選手へと成長した。
その後もリーは連日ダブル・ダブルの活躍を見せるも、チームは勝てないという状態が続いたが、2010年のNBAオールスターゲームの出場メンバーに選出された。これは2001年大会にラトレル・スプリーウェルとアラン・ヒューストンが選出されて以来となるニックスからのオールスター選出であった。

#### ゴールデンステート・ウォリアーズ
2010年7月、サイン・アンド・トレードで6年8000万ドルという巨額契約でゴールデンステート・ウォリアーズに移籍。ウォリアーズでもダブル・ダブルを連発し、チームを牽引、2013年のNBAオールスターゲームに出場し、2012-13シーズンは自身初の5割超えとプレーオフ初出場を果たしながらも、リーは左足ハムストリングを傷め、プレーオフでは満足にプレーすることが出来なかった。
2014-15シーズンは、開幕から負傷に悩まされ、スターターの座をドレイモンド・グリーンに奪われるなど、レギュラーシーズンは満足にプレーすることが出来ず、プレーオフに入っても出場機会がほとんど与えられなかった。しかし、クリーブランド・キャバリアーズとの対戦となったNBAファイナルの第3戦で、大量リードを赦していた第3クォーターから起用されるとゴール下で奮闘、11得点を決めて試合を接戦に持ち込んだが、試合は91-96で敗れた。第4戦では15分の出場で9得点を記録して勝利、ウォリアーズその試合から3連勝を飾り、初のNBAチャンピオンを経験した。ファイナル終了後の7月7日に、ボストン・セルティックスに移籍した。

#### ボストン・セルティックス
セルティックス移籍後は30試合に出場したが、1月11日のメンフィス・グリズリーズ戦以降出場機会に恵まれず、2月19日にセルティックスから解雇された
。

#### ダラス・マーベリックス
2016年2月22日、ダラス・マーベリックスと契約した。

#### サンアントニオ・スパーズ
2016年7月28日、サンアントニオ・スパーズと2年契約を結んだ。10月25日、開幕戦のゴールデンステート・ウォリアーズ戦でスパーズで初出場し、11分で、6得点、6リバウンド、2アシストを記録し、129対100で、かつての所属チームに勝利した。

#### 現役引退へ
2017年11月19日、現役引退を表明した。

## 個人成績

### NBAレギュラーシーズン
| シーズン | チーム         | GP  | GS  | MPG  | FG%  | 3P%  | FT%  | RPG  | APG | SPG | BPG | TO   | PPG  |
| -------- | -------------- | --- | --- | ---- | ---- | ---- | ---- | ---- | --- | --- | --- | ---- | ---- |
| 2005–06  | ニックス       | 67  | 14  | 16.9 | .596 | .000 | .577 | 4.5  | 0.6 | .4  | .3  | .76  | 5.1  |
| 2006–07  | ニックス       | 58  | 12  | 29.8 | .600 | .000 | .815 | 10.4 | 1.8 | .8  | .4  | 1.59 | 10.7 |
| 2007–08  | ニックス       | 81  | 29  | 29.1 | .552 | .000 | .819 | 8.9  | 1.2 | .7  | .4  | 1.20 | 10.8 |
| 2008–09  | ニックス       | 81  | 74  | 34.9 | .549 | .000 | .755 | 11.7 | 2.1 | 1.0 | .3  | 1.85 | 16.0 |
| 2009–10  | ニックス       | 81  | 81  | 37.3 | .545 | .000 | .812 | 11.7 | 3.6 | 1.0 | .5  | 2.33 | 20.2 |
| 2010–11  | ウォリアーズ   | 73  | 73  | 36.1 | .507 | .333 | .787 | 9.8  | 3.2 | 1.0 | .4  | 2.33 | 16.5 |
| 2011–12  | ウォリアーズ   | 57  | 57  | 37.2 | .503 | .000 | .782 | 9.6  | 2.8 | 0.9 | .4  | 2.61 | 20.1 |
| 2012–13  | ウォリアーズ   | 79  | 79  | 36.8 | .519 | .000 | .797 | 11.2 | 2.4 | 0.8 | .3  | 2.62 | 18.5 |
| 2013–14  | ウォリアーズ   | 69  | 67  | 33.2 | .523 | .000 | .780 | 9.3  | 2.1 | .7  | .4  | 2.2  | 18.2 |
| 2014–15  | ウォリアーズ   | 49  | 4   | 18.4 | .511 | .000 | .654 | 5.2  | 1.7 | .6  | .5  | 1.0  | 7.9  |
| 2015–16  | セルティックス | 30  | 4   | 15.7 | .453 | .000 | .784 | 4.3  | 1.8 | .4  | .4  | 1.1  | 7.1  |
| 2015–16  | マーベリックス | 25  | 1   | 17.3 | .636 | .000 | .738 | 7.0  | 1.2 | .4  | .6  | 1.3  | 8.5  |
| 2016–17  | スパーズ       | 79  | 10  | 18.7 | .590 | .000 | .708 | 5.6  | 1.6 | .4  | .5  | 1.0  | 7.3  |
| Career   | Career         | 829 | 505 | 29.3 | .535 | .034 | .772 | 8.8  | 2.2 | .8  | .4  | 1.8  | 13.5 |
| All-Star | All-Star       | 2   | 0   | 13.0 | .714 | .000 | .000 | 2.0  | .5  | 1.0 | .0  | 2.0  | 5.0  |

### NBAプレイオフ
| シーズン | チーム         | GP | GS | MPG  | FG%  | 3P%  | FT%  | RPG | APG | SPG | BPG | TO   | PPG  |
| -------- | -------------- | -- | -- | ---- | ---- | ---- | ---- | --- | --- | --- | --- | ---- | ---- |
| 2013     | ウォリアーズ   | 6  | 1  | 10.8 | .394 | .000 | .667 | 4.7 | .8  | .5  | .2  | 0.83 | 5.0  |
| 2013–1   | ウォリアーズ   | 7  | 7  | 31.1 | .532 | .000 | .789 | 9.1 | 2.4 | .6  | .0  | 2.4  | 13.9 |
| 2015     | ウォリアーズ   | 13 | 0  | 8.2  | .400 | .000 | .533 | 2.6 | .6  | .2  | .2  | .2   | 3.1  |
| 2016     | マーベリックス | 2  | 0  | 16.5 | .750 | .000 | .000 | 3.0 | .5  | .0  | .0  | 0    | 6.0  |
| 2017     | スパーズ       | 15 | 4  | 16.3 | .521 | .000 | .647 | 3.8 | .7  | .3  | .3  | .4   | 5.6  |
| Career   | Career         | 43 | 12 | 15.5 | .490 | .000 | .667 | 4.4 | 1.0 | .3  | .2  | .7   | 5.6  |

## タイトル・受賞
- NBAチャンピオン:2015
- NBAオールスター出場:2010,2013
- オールNBA3rdチーム:2013
- NBAルーキーチャレンジ:2007